# Zisterzienserinnenabtei Tabosa

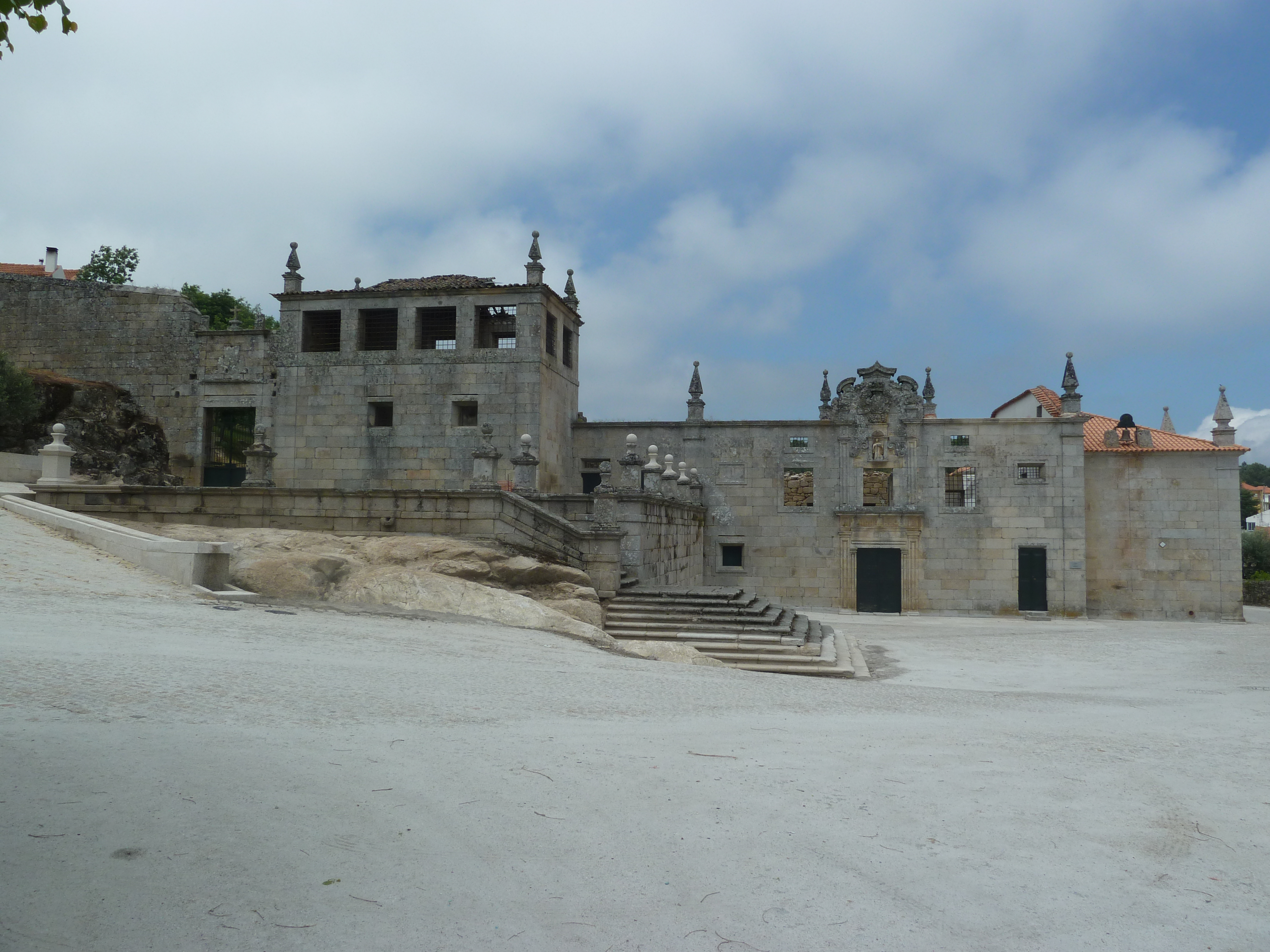
Zisterzienserinnenabtei Tabosa (2012)

Die Zisterzienserinnenabtei Tabosa (auch: Taboza) war von 1692 bis 1850 ein Kloster der Zisterzienserinnen in Carregal, Kreis Sernancelhe, Bistum Lamego, in Portugal.

## Geschichte
Bernardinerinnen aus Kloster Mocambo (das eine strenge Observanz der Benediktregel befolgte) besiedelten 1692 das von einer verwitweten Adeligen 30 Kilometer südlich des Rio Douro gestiftete Kloster Nossa Senhora da Assunção ("Mariä Himmelfahrt"), dessen Kirchenbau bereits 1685 begonnen hatte. Der Gründungskonvent bestand aus fünf Nonnen‚ darunter die Äbtissin von Mocambo, die Priorin (erste Äbtissin von Tabosa) und die Subpriorin, sowie eine Chornovizin und eine Konversennovizin. Das Kloster stand unter der Aufsicht von Kloster São Pedro das Águias und gehörte der Autonomen Kongregation der Zisterzienser des Heiligen Bernhards von Alcobaça an. Von 1771 bis 1779 wurde der Konvent (wegen Verfalls der Gebäude) in das Kloster Nazaré de Setúbal eingegliedert (das 1769 für den erdbebengeschädigten Konvent des Klosters Nazaré de Mocambo im Jesuitenkolleg Franz Xaver in Setúbal eingerichtet worden war), konnte aber nach der Renovierung zurückkehren. Wie alle portugiesischen Klöster nach dem Sieg der Liberalen im Miguelistenkrieg wurde auch die Abtei Tabosa 1834 für Neuzugänge geschlossen. Die letzte Nonne starb 1850. Das Kloster verfiel. Die noch bestehenden Baulichkeiten stehen seit 1971 unter Denkmalschutz. Sie sind Privateigentum und Mitglied in der Europäischen Charta der Zisterzienserabteien und -stätten.

### Handbuchliteratur
- Maur Cocheril: Routier des abbayes cisterciennes du Portugal. Portugiesisches Kulturzentrum, Paris 1978 (neu hrsg. von Gérard Leroux, Centre culturel portugais, Paris 1986), S. 99–103.
- Laurent Henri Cottineau: Répertoire topo-bibliographique des abbayes et prieurés. Bd. 2. Protat, Mâcon 1939–1970. Nachdruck: Brepols, Turnhout 1995. Spalte 3111.
- Bernard Peugniez: Le Guide Routier de l’Europe Cistercienne. Editions du Signe, Straßburg  2012, S. 878.
- Sites cisterciens d’Europe. Cistercian Sites in Europe. Edition Charte européenne des Abbayes et Sites cisterciens, Antwerpen 2012, S. 170.